# Wolfenbütteler Psalter
Der Wolfenbütteler Psalter ist ein 1513 gedruckter lateinischer Psalter mit handschriftlichen Notizen von Martin Luther. Dieses Manuskript wird in der Herzog August Bibliothek Wolfenbüttel aufbewahrt und trägt die Signatur Cod[ex] Guelf[erbytanus] 71.4 Theol. 4°. Gemeinsam mit 13 weiteren frühen Schriften der Reformationsbewegung gehört es seit 2015 zum deutschen Weltdokumentenerbe der UNESCO.

## Entstehung
Am 8. Juni 1513 ließ Luther in der Wittenberger Werkstatt von Johann Rhau-Grunenberg speziell für die Hörer seiner Psalmenvorlesung einen lateinischen Psalter drucken; die Auflage lässt sich nicht bestimmen. Solche Arbeitstexte für die Hand der Studenten entsprachen humanistischen Gepflogenheiten. Es war das erste Buch überhaupt, das der damals noch wenig bekannte Luther drucken ließ, und er wählte als Vorlage für den Drucker einen Psalter aus der Leipziger Werkstatt von Melchior Lotter, der eigentlich für den liturgischen Gebrauch bestimmt war. Seine Hörer waren Augustiner-Eremiten, die wie Luther selbst täglich im Stundengebet viele Psalmen lasen bzw. sangen.
Passend zur Verwendung in Luthers Vorlesung, druckte Rhau-Grunenberg diesen Psaltertext auf besondere Weise: mit großen Zeilenabständen und breiten Rändern, so dass die Studenten Wort- und Sacherklärungen (Glossen) eintragen konnten. Der Tradition entsprechend gab Luther den einzelnen Psalmen Überschriften (Tituli) und kurze Beschreibungen (Summarien) bei. Dass es auch ein von Luther verfasstes Vorwort auf den ganzen Psalter gibt, entspricht der Tradition; originell ist aber, dass Jesus Christus im Vorwort Praefatio Ihesu Christi (siehe #Zitate) als Redender auftritt, der durch Zitate aus dem Alten und dem Neuen Testament als Tor und Schlüssel zum Buch der Psalmen ausgewiesen wird. Dieses Vorwort ist das älteste Dokument von Luthers Bibelauslegung überhaupt.

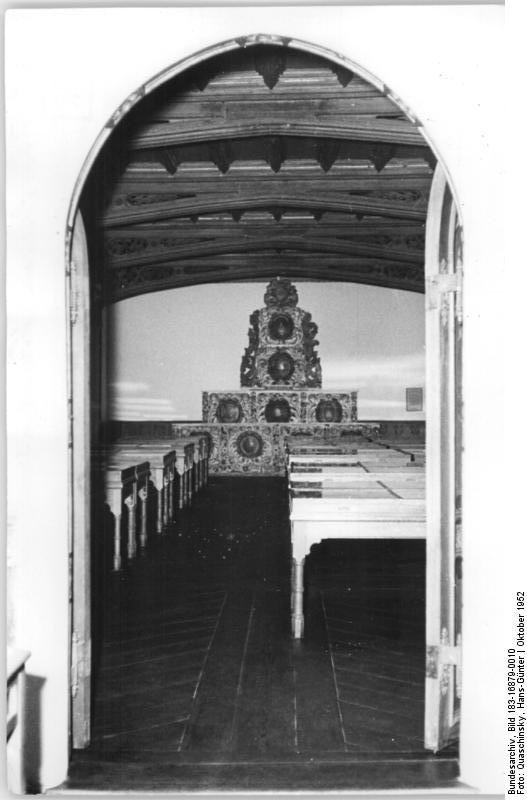
Der Große Hörsaal im Augustinerkloster Wittenberg; im Hintergrund das barocke Katheder der Universität. Nicht der Hörsaal von 1513, sondern ein Erinnerungsort für Luthers Vorlesungstätigkeit. Foto 1952

Von diesem Psalterdruck der Werkstatt Rhau-Grunenberg blieb nur ein Exemplar erhalten, und zwar Luthers Handexemplar, das Luther mit eigenen Notizen in zum Teil nur ein Millimeter großer Schrift gefüllt hatte. Zusammen mit der Dresdner Psalmenscholien-Handschrift lässt sich daraus Luthers erste Psalmenvorlesung rekonstruieren, die wahrscheinlich am 16. August 1513 begann: Luther hielt eine Eröffnungsrede, teilte seine Arbeitstexte aus und dann begann die wissenschaftliche Arbeit in der Form, dass Luther seine eigenen handschriftlichen Notizen den Studenten in die Feder diktierte (deshalb hieß die Veranstaltung Dictata super psalterium). Er war frei darin auszuwählen, welche Psalmen er bearbeiten wollte – keineswegs alle – und in welcher Reihenfolge. Umfangreiche Exkurse, die nicht an den Seitenrand des Psalters passten, arbeitete er als Scholien aus, die er aus dem in Dresden erhaltenen Manuskript vortrug. Die Vorlesung endete wahrscheinlich am 21. Oktober 1515.
Im Jahr 1516 nahm Luther sich seine Scholien noch einmal vor, um sie für einen Druck vorzubereiten; aber er brach diese Arbeit bald ab und betrachtete die erste Psalmenvorlesung danach als überholtes Frühwerk. Die Wirkung des Manuskripts auf die Zeitgenossen war also sehr gering.

„Als Dokumente des Übergangs – von der spätmittelalterlichen Frömmigkeitstheologie zur beginnenden reformatorischen Umorientierung – sind sie [der Wolfenbütteler Psalter und die Dresdner Scholien] für die Erschließung des Arbeits- und Denkprozesses des jungen Luther von sensationeller Bedeutung.“

Man findet hier schon folgende für Luther typische Motive:
1. Christozentrik (siehe Zitate unten);
2. Antithetik, besonders der Gegensatz von Geist und Buchstabe;
3. Aneignung der Psalmen durch meditiatio („Ergriffenwerden“ des Lesers durch den Text), das entspricht der Tradition seines Ordens;
4. Glaube als Zentralbegriff christlichen Lebens, interpretiert als Demut (humilitas) und Hoffnung (spes).

## Überlieferungsgeschichte
Dass eine solche Gebrauchshandschrift, die keinen Einband hatte, überhaupt erhalten blieb, hängt mit dem Autographensammeln zusammen, wie es in Wittenberg in den späteren Lebensjahren des Reformators betrieben wurde. Jede Zeile von Luthers eigener Hand war für seine Anhänger wertvoll, umso mehr, wenn es um einen Bibeltext ging. Luther, der das natürlich wusste, verschenkte Bücher, die er nicht mehr brauchte, an gute Freunde.
So erhielt der Bremer Senior bzw. Superintendent Jacob Probst den Wolfenbütteler Psalter zum Geschenk (wohl um 1542, als er Pate für Luthers Tochter Margarethe wurde) und schenkte ihn seinerseits (um 1560) weiter an den Landsknechtsführer Hans Hundemann von Hildesheim. Zu diesem Zeitpunkt waren die ersten Blätter des Psalters mit Psalm 1 bis 3 abhandengekommen und wurden von dem strengen Lutheraner Tileman Heshusius durch eigene Psalmauslegungen ersetzt. Das Buch wurde in den theologischen Auseinandersetzungen der Zeit von einem Kreis orthodoxer Lutheraner in Bremen als ‚goldener Schatz‘ gehütet und erhielt einen schützenden Einband sowie passende Beigaben: Medaillons mit den Porträts Luthers und Melanchthons, einen Holzschnitt von Luther als Mönch und ein farbiges Bild von Jacob Probst.
Cyriakus Spangenberg erwähnte 1570, dass Hans Hundemann ihm den Psalter eine Zeitlang überlassen habe. Die weiteren Stationen des Manuskripts bis zur Aufnahme in die Augusteische Handschriftensammlung in Wolfenbüttel (um 1640) sind nicht bekannt. In dieser großen Bibliothek geriet der Psalter in Vergessenheit, bis er um 1710 von dem Husumer Pastor Johann Melchior Krafft wiederentdeckt wurde. Krafft hatte bei Johannes Wigand folgendes gelesen: 

„Ich habe die Erstlinge Lutheri gesehen, wie Er, da Er noch in der Mönchskappe gesteckt, den gantzen Psalter mit solcher Aufmercksamkeit durchgelesen, daß er ihn von Wort zu Wort mit eigener Hand glossiret, […] ich habe seine Autographa in meiner Hand gehabt, und mit Verwunderung durch gesehen.“

Dadurch neugierig geworden, nutzte Krafft eine Reise, die ihn nach Wolfenbüttel führte, um „die vortreffliche Hoch-Fürstl. Braunschweig-Wolfenbüttelische Bibliothec auf einige Tage zu besehen, um das möglichste daraus zu meinem Zweck, wie aus vielen andern, einzusamlen, hatte das Glück, obiges Original Exemplar […] auf zufinden“ obwohl es „sehr versteckt und wie gantz verborgen war.“ Krafft beschreibt weiter, wie er in diesem Psalter Luthers Glossen las: „durch und durch mit seiner eigenen Hand sehr nett und fein geschrieben.“ Passend zum zweihundertjährigen Reformationsjubiläum 1717 setzte sich der Husumer Pastor für eine Edition des Manuskripts ein. Dazu kam es aber erst 1743 im Rahmen der sogenannten Walchischen Luther-Ausgabe in Halle. Bei der Rückgabe stellte sich heraus, dass zwei Blätter fehlten, die erst 1891 bzw. 1954 von der Bibliothek wieder angekauft werden konnten.
Für die Weimarer Gesamtausgabe der Schriften Luthers verfuhr Gustav Kawerau (1885/86) so, dass er die Glossen der Wolfenbütteler Handschrift und die Scholien der Dresdner Handschrift nach den einzelnen Psalmversen anordnete, damit der Leser aus der Kombination beider Quellen Luthers Vorlesung nachvollziehen konnte.

## Zitate
Glosse zu Ps 34,6 : „Andere jedoch machen einen Bogen und laufen geflissentlich Christus davon. Ich jedoch, wann immer ich einen nußartigen Text habe, dessen Schale mir hart ist, werfe ihn alsbald an den Felsen (Christus) und finde den köstlichsten Kern.“ In Anspielung auf Hld 6,10  wurde der Psalter in der monastischen Literatur als Nussgarten, hortus nucum, bezeichnet.

PRAEFATIO IHESU CHRISTI filii dei et domini nostri in Psalterium DAVID. 

Vorrede Jesu Christi, des Sohnes Gottes und unseres Herrn, auf den Psalter Davids.

Ego sum ostium, per me si quis introierit salvabitur, et ingredietur et egredietur et pascua inveniet. Ioh. X. (Joh 10,9 )

Ich bin die Tür; wenn jemand durch mich hineingeht, wird er selig werden und wird ein und aus gehen und Weide finden. Joh 10,9  

Haec dicit Sanctus et Verus, qui habet clavem David, qui aperit et nemo claudit, claudit, et nemo aperit. Apo. 3. (Off 3,7 )

Das sagt der Heilige, der Wahrhaftige, der da hat den Schlüssel Davids, der auftut, und niemand schließt zu, und der zuschließt, und niemand tut auf. Off 3,7  

In capite libri scriptum est de me, psal. XXXIX. (Ps 39,8 )

Im Buch ist von mir geschrieben. Ps 40,8 

Principio, quod loquor vobis Io. VIII. (Joh 8,25 )

Was soll ich euch zuerst sagen? Joh 8,25 

Propter hoc sciet populus meus nomen meum in die illa, quia ego ipse qui loquebar Ecce assum. (Jes 52,6 )

Darum soll an jenem Tag mein Volk meinen Namen erkennen, dass ich es bin, der da spricht: Hier bin ich! Jes 52,6 

Testis primus Moses.

Erster Zeuge Moses.

Si non tuipse praecedas, ne educas nos de loco isto. Dixitque dominus: facies mea precedet te et requiem dabo tibi. Exo. xxxiii (2 Mos 33,14-15 )

Wenn nicht dein Angesicht vorangeht, so führe uns nicht von hier hinauf. Der Herr sprach: Mein Angesicht soll vorangehen; ich will dich zur Ruhe leiten. 2 Mos 33,14-15 

Secundus Zacharias propheta.

Zweiter [Zeuge] der Prophet Zacharias.

Dominus Ihesus Christus est oculus lux et visio hominis et omnium tribuum Israel. Zacha. IX. (Sach 9,1 : Domini est oculus hominis et omnium tribuum Israël.) 

Der HERR schaut auf die Menschen und auf alle Stämme Israels. Sach 9,1 

Tertius Petrus apost.

Dritter [Zeuge] der Apostel Petrus.

Omnes prophetae a Samuel et deinceps, qui locuti sunt, annuntiaverunt dies istos. Act. 3 (Apg 3,24 )

Alle Propheten von Samuel an und danach, wie viele auch geredet haben, die haben diese Tage verkündet. Apg 3,24 

## Editionen
- Martin Luther: Sepher Thehillim. Hoc est Liber Laudum sive Hymnorum, qui Psalterium David dicitur [hebr./lat. „Buch der Preisungen: das bedeutet: Buch der Lobpreisungen oder Hymnen, welches Psalter Davids genannt wird“]. Wittenberg, 1513 (Digitalisat).
- Martin Luther: Wolfenbütteler Psalter 1513–1515, 2 Bände. Insel, Frankfurt am Main, 1983, ISBN 978-3-458-14066-5 (Faksimile).
- D. Martin Luthers Werke. Kritische Gesamtausgabe (Weimarer Ausgabe), WA 3 und 4 Psalmenvorlesung 1513/15 (Die Arbeit Kaweraus 1885/86, kombiniert Glossen und Scholien: Digitalisat).
- D. Martin Luthers Werke. Kritische Gesamtausgabe (Weimarer Ausgabe), WA 55. I. Band, Neuausgabe der 1. Psalmenvorlesung. Der Wolfenbütteler Psalter. Überarbeitet von Reinhard Schwarz u. a. Herausgegeben von Ulrich Köpf, Böhlau, Weimar 1993.